# 成東町
成東町（なるとうまち）は、千葉県山武郡にあった町。旧武射郡。
2006年（平成18年）3月27日、近辺の山武町・松尾町・蓮沼村と合併して市制施行し、山武市となったため消滅した。

## 地理
九十九里平野の北部に位置する。
- 河川：境川

### 隣接する市町村
- 東金市
- 山武郡：山武町、松尾町、九十九里町

## 沿革・歴史
- 1889年（明治22年）4月1日 - 町村制施行に伴い武射郡成東町、大富村、南郷村、緑海村が成立[2]。
- 1897年（明治30年）4月1日 - 武射郡が山辺郡と合併して山武郡となる。
- 1913年（大正2年） - 東金電気により電灯がつく
- 1953年（昭和28年）4月1日 - 公平村の一部の地域（姫島）を編入。
- 1954年（昭和29年）10月1日 - 大富村、南郷村と新設合併し、成東町が改めて発足。
- 1955年（昭和30年）3月31日 - 鳴浜村の一部の地域（白幡、本須賀）を編入。
- 1955年（昭和30年）7月1日 - 緑海村を編入。
- 1970年（昭和45年）11月20日 - 寺崎地内で土砂崩れが発生。民家一軒が押しつぶされて1人が死亡[3]。
- 2006年（平成18年）3月27日 - 山武町、松尾町、蓮沼村と合併して山武市となる[1]。

## 経済
- 町内の企業
  - ちばフラワーバス本社
  - 帝国石油千葉鉱業所

## 交通

### 鉄道
- 東日本旅客鉄道（JR東日本）
  - 総武本線：成東駅
  - 東金線：成東駅

### 道路
- 千葉東金道路
- 一般国道
  - 国道126号
- 都道府県道
  - 千葉県道30号飯岡一宮線（九十九里ビーチライン）
  - 千葉県道76号成東酒々井線
  - 千葉県道112号成田成東線
  - 千葉県道118号成東山武線
  - 千葉県道121号成東鳴浜線
  - 千葉県道122号飯岡片貝線
  - 千葉県道124号緑海東金線

## 名所・旧跡・観光スポット・祭事・催事
- 成東海岸
- 本須賀海水浴場
- 成東町歴史民俗資料館（伊藤左千夫の生家に隣接）
- 不動院（波切不動）
- 成東城

## 当町を舞台とする作品
- 成恵の世界

## 著名な出身者
- 伊藤左千夫 (作家)
- 小川ローザ (モデル・女優・歌手)
- 北原由紀 (演歌歌手)
- 椎名千収（山武市長、元成東町長）
- 中村勝広 (プロ野球選手・プロ野球監督)
- 廣田雅晴（警察官、死刑囚）
- 安井理民 (鉄道創設者)